# Slapy (district de Tábor)
Pour les articles homonymes, voir Slapy.
Slapy (en allemand : Slap) est une commune du district de Tábor, dans la région de Bohême-du-Sud, en République tchèque. Sa population s'élevait à 494 hhabitants en 2020.

## Géographie
Slapy se trouve à 6 km au sud-ouest de Tábor, à 47 km au nord-nord-est de České Budějovice et à 78 km au sud-sud-est de Prague.
La commune est limitée par Tábor au nord et à l'est, par Libějice au sud, par Malšice, Dražičky et Dražice à l'ouest.

## Histoire
La première mention écrite du village date de 1379.

## Administration
La commune se compose de deux quartiers :
- Hnojná Lhotka
- Slapy